# Andrzej Pogorzelski (prokurator)
Andrzej Pogorzelski (ur. 5 kwietnia 1959) – polski prawnik, prokurator, w latach 2007–2010 zastępca Prokuratora Generalnego RP.

## Życiorys
Ukończył studia na Wydziale Prawa i Administracji Uniwersytetu Warszawskiego. 
W 1985 został aplikantem Prokuratury Rejonowej w Warszawie dla
Dzielnicy Praga Północ. Zajmował później stanowiska zastępcy szefa i następnie szefa tej jednostki. Pracował później w Prokuraturze Okręgowej w Warszawie, był zastępcą
Prokuratora Okręgowego, a w latach 2002–2003 jej szefem.
Od 2004 był prokuratorem Prokuratury Krajowej, pracował w Biurze Postępowania Sądowego. Z dniem 3 grudnia 2007 został powołany na stanowisko zastępcy Prokuratora Generalnego, pełnił tę funkcję do 2010.